# First Inner Mongolia Machinery Factory

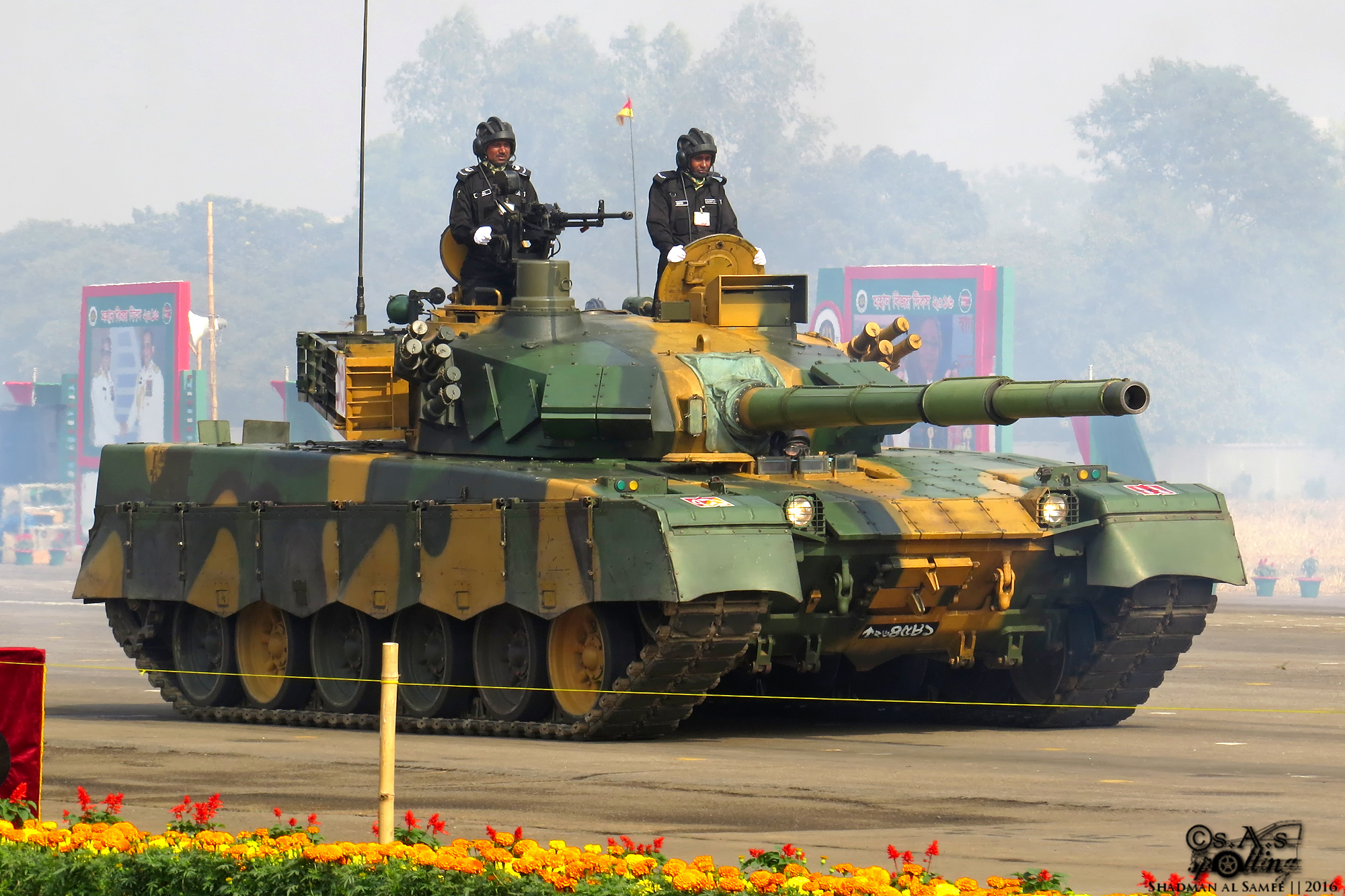
Tanque MBT-2000 del Ejército de Bangladés

La Inner-Mongolia First Machine Group Company Limited o First Inner Mongolia Machinery Factory (Primera Fábrica de Maquinaria de Mongolia Interior) es una compañía de manufactura militar de China.
La misma provee de equipamiento militar vario al Ejército Popular de Liberación. 
También fue conocida como Fábrica 617 y La Planta de Tanques Baotou.

## Productos

### Tanques
- Tipo 59
- Tipo 69/79
- Tipo 96
- Tipo 88
- MBT-2000
- MBT-3000

### Camiones Licencia Mercedes Benz
- North Benz
- Beiben Truck

### Electrodos para soldar
- Datos: Q6035316